# 東経74度線
東経74度線（とうけい74どせん）は、本初子午線面から東へ74度の角度を成す経線である。北極点から北極海、アジア、インド洋、南極海、南極大陸を通過して南極点までを結ぶ。
東経74度線は、西経106度線と共に大円を形成する。

## 通過する地域一覧
東経74度線は、北極点から南極点まで南に向かって以下の場所を通っている。
| 地理座標                                             | 国土・領土・領海 | 備考 |
| ---------------------------------------------------- | ---------------- | --- |
| 北緯90度0分 東経74度0分 / 北緯90.000度 東経74.000度  | 北極海           | |
| 北緯81度6分 東経74度0分 / 北緯81.100度 東経74.000度  | カラ海           | |
| 北緯73度0分 東経74度0分 / 北緯73.000度 東経74.000度  | オビ湾           | ショカルスキー島（英語版）（ ロシア）のすぐ西を通過                                                                        |
| 北緯71度54分 東経74度0分 / 北緯71.900度 東経74.000度 | ロシア           | グイダンスキー半島（英語版）                                                                                               |
| 北緯70度48分 東経74度0分 / 北緯70.800度 東経74.000度 | オビ湾           | |
| 北緯70度16分 東経74度0分 / 北緯70.267度 東経74.000度 | ロシア           | グイダンスキー半島（英語版）                                                                                               |
| 北緯69度5分 東経74度0分 / 北緯69.083度 東経74.000度  | オビ湾           | |
| 北緯67度19分 東経74度0分 / 北緯67.317度 東経74.000度 | ロシア           | |
| 北緯53度38分 東経74度0分 / 北緯53.633度 東経74.000度 | カザフスタン     | バルハシ湖を通過 |
| 北緯43度10分 東経74度0分 / 北緯43.167度 東経74.000度 | キルギス         | |
| 北緯40度2分 東経74度0分 / 北緯40.033度 東経74.000度  | 中華人民共和国   | 新疆ウイグル自治区 |
| 北緯38度32分 東経74度0分 / 北緯38.533度 東経74.000度 | タジキスタン     | |
| 北緯37度17分 東経74度0分 / 北緯37.283度 東経74.000度 | アフガニスタン   | |
| 北緯36度50分 東経74度0分 / 北緯36.833度 東経74.000度 | パキスタン       | ギルギット・バルティスタン（ インドが領有権を主張） カイバル・パクトゥンクワ州 アザド・カシミール（ インドが領有権を主張） |
| 北緯34度42分 東経74度0分 / 北緯34.700度 東経74.000度 | インド           | ジャンムー・カシミール州（ パキスタンが領有権を主張）                                                                      |
| 北緯34度2分 東経74度0分 / 北緯34.033度 東経74.000度  | パキスタン       | アザド・カシミール（ インドが領有権を主張）                                                                                |
| 北緯33度45分 東経74度0分 / 北緯33.750度 東経74.000度 | インド           | ジャンムー・カシミール州（ パキスタンが領有権を主張）                                                                      |
| 北緯33度37分 東経74度0分 / 北緯33.617度 東経74.000度 | パキスタン       | アザド・カシミール（ インドが領有権を主張） パンジャーブ州                                                                 |
| 北緯30度30分 東経74度0分 / 北緯30.500度 東経74.000度 | インド           | パンジャーブ州 ラージャスターン州 グジャラート州 マハーラーシュトラ州 グジャラート州 マハーラーシュトラ州 ゴア州           |
| 北緯15度1分 東経74度0分 / 北緯15.017度 東経74.000度  | インド洋         | ハード島（ オーストラリア）のすぐ東を通過                                                                                  |
| 南緯60度0分 東経74度0分 / 南緯60.000度 東経74.000度  | 南極海           | |
| 南緯68度39分 東経74度0分 / 南緯68.650度 東経74.000度 | 南極大陸         | オーストラリア南極領土（ オーストラリアが領有権主張）                                                                      |